# Cabanès (Tarn)
Cabanès település Franciaországban, Tarn megyében. Lakosainak száma 309 fő (2022. január 1.). Cabanès Briatexte, Damiatte, Fiac, Graulhet és Missècle községekkel határos.

## Népesség
A település népességének változása:
| Lakosok száma | 265  | 281  | 289  | 289  | 297  | 303  | 312  | 310  | 309  |
|               | 2013 | 2015 | 2016 | 2017 | 2018 | 2019 | 2020 | 2021 | 2022 |